# Refugio de Vida Silvestre y Marino Costera Pacoche
El Refugio de Vida Silvestre Marino Costera Pacoche (RVSMCP) es un área protegida localizada en la costa central del Ecuador, en la provincia de Manabí, en los cantones de Manta y Montecristi. Se encuentra a 25 km de la ciudad de Manta, la cual forma parte del límite norte del refugio, y el límite sur a 17 km de la población de Puerto Cayo. En este refugio se encuentra un bosque húmedo, conocido como los bosques de Pacoche y las montañas de Pacoche.

## Características físicas

### Geología
El área terrestre del refugio se caracteriza por tener afloramientos de suelo del Cretácico hasta el Reciente, constituido por las formaciones geológicas: San Mateo, Canoa, Tablazo y sedimentos cuaternarios o recientes. Los materiales sedimentarios que predominan en la zona son las lutitas, limonitas, arcillas, areniscas, aluviales y coluviales. Encontramos también materiales volcánicos como el basalto del cual está formada la punta del Cabo de San Lorenzo.

### Topografía
Los procesos erosivos y de corte moldearon la topografía del RVSMCP, que dieron origeno a mesetas de la formación Tablazo y La Canoa; la península de Manta o la terraza costera presenta un dirección este-oeste, desde el Cabo San Lorenzo hasta el Cerro Montecristi, la parte más alta denominada "El Domo" se extiende desde El Aromo (363 metros de altitud) hasta el cerro Montecristi (con 600 metros de altitud), en la parte norte, de la vertiente de la península presenta una pendiente bastante pronunciada, en la vertiente sur se caracteriza por laderas suaves y áreas planas cubiertas por sedimentos marinos del Plioceno. Cerca al Cabo San Lorenzo se extiende en dirección sur una cadena de colinas hasta el sitio El Mangle, presenta una extensión de 13 km de longitud, en la vertiente occidental de dichos cerros presentan ríos de régimen intermitente de corta longitud, además dentro de las características topográficas del área protegida existen valles en forma de "V", todas drenan al mar.

### Clima
La franja litoral del RVSMCP corresponde a un clima de tipo tropical megatérmico árido a semiárido, que también se encuentra en la península de Santa Elena. Este tipo de clima se caracteriza por presentar temperaturas medias anuales de 24°C (megatérmico), las máximas rara vez superan los 32°C y las mínimas son del orden de los 16°C. Las precipitaciones anuales son inferiores a 500mm (árido a semiárido) y están concentradas en una sola estación lluviosa (tropical), de enero a abril, con una alta irregularidad de la precipitación debido a la episódica aparición del fenómeno El Niño.

### Geomorfología costera
Frente costero del área protegida forma parte de un tramo que se caracteriza por la presenta de acantilados de mediano ángulo, inestables, de rocas blandas, irrumpidos por pequeños valles aluviales; existen notorios deslizamiento producto de procesos a los que está expuesta la línea de costa, localizada en la punta de San Lorenzo a Cabuyal

### Batimetría
La profundidad entre el perfil de playa y los límites norte, sur y occidental del refugio es de unos 0 y 200 metros, entre los 50 y 100 m de profundidad ocupan un 18,7 %, el 12,3 % con menos de 10 m, conforma una zona donde se encontrarían organismos bentónicos. Con respectos a los fondos marinos, estos se encuentran conformados por arena gruesa, media y fina cuya distribución, producto de procesos de arrastre de los sedimentos de los ríos de régimen efímero, que se encuentran en la vertiente occidental de los cerros de Pacoche. Los fondos de grava y rcoas sumergidas son el producto de afloramientos rocosos antiguos de origen sedimentario marino.

## Características biológicas

### Flora
El listado de plantas vasculares presentes en el refugio:
- Blechnum occidentale L. Helecho Hierba Ornamental
- Alsophila cuspidata (Kunze) D. S. Conant Helecho arbóreo
- Cyclopeltis semicordata (Sw.) J. Sm. Helecho
- Diplazium striatastrum Lelleinger Helecho
- Gleichenella pectinata (Willd.) Ching Helecho de orqueta
- Campiloneurum phyllitidis (L.) Presl Helecho
- Polypodium cultratum Willd. Helecho
- Adianthum concinum H. & B. ex Willd. Culantrillo
- Adianthum macrophyllum Sw. Helecho
- Pityrogramma calomelanos (L.) Link Helecho
- Telypteris opulenta (Kaself.) Forl. Helecho
- Psilotum nudum (L.) Palisot Psilotum Hierba
- Selaginella kunzeana A. Braum. Selaginella
- Aphelandra sp. Aphelandra Hierb
- Blechum pyramidatum (Lam.) Urb. Barrejorno
- Dicliptera sp. Dicliptera Hierba
- Justicia comata (L.) Lam. Lumbrísisma
- Justicia pectoralis Jacq. Herba del carpitero
- Pachystachys spicata (R & P) Wassh. Pachystachis Arbusto
- Ruellia geminiflora Kunth Generala
- Sanchezia parviflora Leonard, J. Wash. Arbusto
- Tetramerium nervosus Nees Tetramerium Hierba
- Trianthema portulacastrum L. Verdolaga
- Achyranthes aspera L. Cadillo
- Amaranthus spinosus L. Bledo espinoso
- Chamissoa altissima (Jacq.) Kunth. Bejuco de guacharaca
- Cyathula achyranthoides (Kunth) Moq. Rabo de Mico
- Iresine celosia L. Iresine Hierba Ornamental
- Alternanthera sessilis (L.) R. Dr. Hierba de perico
- Mangifera indica L. Mango
- Mauria heterophylla Kunth Manguillo, Cativo
- Spondias mombin L. Hobo, Ciruela
- Annona muricata L. Guanabana
- Annona squamosa L. Anona
- Raimondia deceptrix Westra Anona
- Eryngium foetidum L. Culantro de montaña
- Prestonia mollis H.B.K. Salva mula Liana
- Prestonia parvifolia K. Schum. ex Woodson Betilla Liana
- Vallesia glabra (Lam.) Link. Perlilla
- Dendropanax macrocarpa Cuatrec. Sapotillo
- Aristolochia pilosa Kunth. Zaragoza
- Aristolochia sprucei Mast. Zaragoza
- Asclepias curassavica L. Vivorana
- Critonia morifolia (Mill) Kugl & Robinson No conocido
- Cromolaena roseorum (B. L. Robins) King Botoncillo
- Eclipta alba (L.) Hassk. Pajarera
- Erechites valerianifolius (Linch & ex Spreng) DC. Pacunga blanca
- Garcilassa rivularis P. & E. No conocido
- Liabum eggerssi Hieron
- Pseudogynopsis scabra (Benth.) Cuatr. No conocido
- Synedrella nodiflora (L.) Gaertn. No conocido
- Vernonantura patens Kunth Chilca
- Wedelia grandiflora Benth. Mirasol
- Impatiens balsaminea L. balsamina
- Begonia glabra Aubl. Begonia
- Amenopaegna puberulum (S. Seibert) Miranda
- Crescentia cujete L. Mate
- Mansoa hymenaea (DC) A. Gentry Bejuco de ajo
- Tabebuia chrysantha (Jacq.) G. Nichols Guayacán
- Tabebuia rosea (Bertol.) DC. Roble
- Pithecoctenium crucigerum (L.) A. Gentry Peine de mono Liana
- Bixa orellana L. Achiote
- Eryotheca ruizii (K. Schum.) Chirigua
- Matisia cordata Bonpl. Sapote
- Matisia grandifolia Little, J. Wash. Molinillo
- Ocroma pyramidalis (Cav. ex Lam) Urb. Balsa
- Cordia alliodora (R. & P.) Oken Laurel
- Cordia polyantha Benth. Negrito
- Cordia collococca Sandmark ex L. Tutumbe
- Cordia hebeclada I. M. Johnst. Tutumbe
- Cordia lutea Lam. Muyuyo
- Cordia macrantha Chodat Laurel de montaña
- Cordia sericalyx A. DC Negrito
- Heliotropium curassavicum L. Alacrán
- Heliotropium indicum L. Hierba de alacrán
- Tournefortia glabra L. Maíz de gallo
- Tournefortia bicolor Sw. Lobobló
- Bursera graveolens (Kunth.) Triana & Planch. Palo santo
- Cereus diffusus (Britton & Rose) Werderm. Mulata
- Hylocereus polyrhizus (Webwe) B. & R. Pitahaya
- Opuntia melanosperma Svenson Tuna
- Pilocereus tweedyanus (Britton & Rose) Byles & G. D. Cardón peludo
- Rhipsalis baccifera (J. S. Muell.) Stearn No conocido
- Bauhinia aculeata ssp. grandiflora Pata de Vaca
- Brawnea angustifolia Little. Clavellin
- Caesalpinea glabrata Kunth Cascol
- Cassia oxyphylla var. hartwegii (Benth) Irwin & Barneby Vainillo
- Schizolobium parahybum (Vell) Blake Pachaco
- Senna alata (L.) Roxburg Cassia
- Capparis avicennifolia Kunth Anona de monte
- Capparis angulata R. & P. Sapote de perro
- Capparis flexuosa ssp. lanceolata (L.) L. Sebastian flaco
- Cleome pilosa Benth. Tacma
- Carica papaya L. Papaya de mico
- Carica papaya var. Papaya morada
- Carica parviflora (A. DC.) Solms Fosforillo
- Drymaria cordata (L.) Willd. Chicharillo
- Cecropia litoralis Snethlage Guarumo
- Cecropia obtusifolia Bertol. Guarumo
- Cecropia reticulata Cuatrec. Guarumo
- Maytenus octogona (L. Her.) DC. Peseta
- Salicornia fruticosa L. Vidrio
- Clusia dixonii Little Bejuco de sombrero
- Mammea americana L. Mamey de Cartagena
- Ipomoea asarifolia (Desr) Roemer No conocido
- Ipomoea carnea Jacq. ssp fistulosa (Mart ex Choisy) Florón
- Ipomoea pes caprae (L.) R. Br. Betilla
- Jacquemontia corimbulosa Benth. Flor azul
- Merremia umbelata (L.) Hallier f. Campanilla
- Cayaponia cruegeri (Naud.) Cogn. Ampato
- Cyclanthera multifolia Cogn. No conocido
- Gurania pedata Spragne Achoccha
- Gurania spinulosa (P. & E.) Cogn. Zapallito
- Momordica charanthia L. Achochilla
- Sicyos montanus P. & E. No conocido
- Muntingia calabura L. Frutillo
- Erythroxylum glaucum O. E. Schulz Negrito
- Acalypha alopecuroides Jacq. Meona
- Acalypha ostrifolia Ridl. No conocido
- Acalypha villosa Jacq. No conocido
- Alchornea leptogyna Diels No conocido
- Croton glabellus L. Chala
- Croton rivinifolius Kunth Chala
- Dalechampia scandens L. Betilla
- Euphorbia graminea Jacq. Hierba
- Jatropha curcas L. Piñón
- Jatropha nudicaulis Benth Arbusto
- Manihot sculenta Crantz Yuca
- Phyllanthus stipulatus (Raf.) G. Wester Hierba
- Ricinus comunis L. Higuerilla
- Sapium utilis Preuss Cauchillo
- Canavalia brasilensis Mart. ex Benth Frejolillo
- Centrolobium ochroxylum Rose ex Rudd Amarillo
- Desmodium axilare (Sw.) DC. Pega pega
- Desmodium glabrum (Mill.) DC. Pega pega
- Desmodium procumbens (Mill) Hitchc. Hierba
- Erythrina smithiana Krukoff Porotillo
- Machaerium isadelfum (E. Mey) Amshoff Bejuco
- Machaerium millei Standl Cabo de hacha
- Myroxylom peruiferum L. f. Bálsamo
- Rhynchosia minima (L.) DC
- Casearia sylvestris Sw Café del diablo
- Columnea microsephala (Morton) L. P. Kevist & Skog Epifita
- Columnea picta H. Karst. Epifita
- Drymonia ecuadorensis Wiehler Epifita
- Hiptis capitata Jacq. Biojo
- Hiptis mutabilis (A. Rich.) Briq. Matapasto
- Hiptis obtusifolia Presl ex Benth Hierba
- Leonorus sibiricus L. Hierba Ornamental
- Salvia alvajaca Oerst. Albaca
- Salvia coccinea Juss. Hierba Comestible
- Nectandra reticulata (R. & P.) Mez Jigua
- Ocotea cernua (Nees) Mez Jigua
- Ocotea cooperi C. K. Allen Jigua
- Ocotea stenura Mez Cedro de montaña
- Persea americana L. Aguacate
- Mentzelia aspera L. Pega pega
- Nasa triphylla (Juss.) Weigard Ortiga
- Cuphea strigulosa Kunth Hierba de toro
- Malpigia glabra L. Cerezo
- Stigmaphyllum ecuadorense C. E. Anderson
- Abutilon reflexum (Lam.) Escobilla
- Sida setosa Mart ex Colla Escoba
- Sidastrum paniculatum (L.) Frey ex Ell Escoba
- Arthrostema ciliatum R. & P.
- Clidemia dentata D. Don Arbusto
- Leandra dichotoma (Don) Cogn Arbusto
- Miconia barbinervis (Benth.) Triana
- Cedrela odorata L. Cedro
- Guarea glabra Vahl Jaspan
- Guarea macrophylla Vahl Jaspan
- Trichilia elegans Juss Colorado
- Vachellia farnesiana (L.) Wight & Arn., Aromo
- Acacia macracantha H. & B. ex Willd. Guarango
- Albizia carbonaria Britton Dormilón
- Inga chocoensis Killip Guaba cuadrada
- Inga edulis Mart. Guaba de bejuco
- Inga spectabilis (Vahl) Willd. Guaba de machete
- Inga manabiensis T. D. Pers Guaba de mico
- Leucaena trichodes (Jacq.) Benth Chalú
- Pithecellobium paucipinnata (Schery) Dodson & Gentry Compoño
- Pithecellobium excelsum (Kunth) Mart. Porotillo
- Pseudosamanea guachapeli (Kunth) Harms Guachapeli
- Castilla elastica Sesse ex Cerv. Caucho
- Clarisia racemosa R. & P. Moral Bobo
- Dorstenia contrajerva L.
- Ficus bullenei I. M. Johnst. Higuerón
- Ficus citrifolia Mill. Higuerón
- Ficus costaricana (Liebn) Milp. Higuerón
- Ficus guianensis Desv. Higuerón
- Ficus maxima Mill. Higuerón
- Ficus obtusifolia Kunth Higuerón
- Ficus pertusa L. Higuerón
- Ficus yoponensis Desv. Higuerón
- Maclura tinctoria (L.) Steud. Moral fino
- Maquira costaricana (Standl.) Berg Tillo
- Sorocea sarcocarpa Lanj. & Wess. Boer Tillo prieto
- Cryptocarpus pyriformis Kunth Monte salado
- Pisonia macranthocarpa Donn- Smith Uña de gato
- Nymphaea ampla (Salisb.) DC. Maravilla
- Eucalyptus globulus Labill. Eucalipto
- Psidium guajaba L. Guayaba
- Psidium acutangulum DC. Guayaba agria
- Ludwigia octavalvis (Jacq.) P. H. Raven
- Pasiflora capsularis L.
- Passiflora edulis Sims Maracuyá
- Passiflora foetida L. Bedoca
- Passiflora macrophylla Mart. Arbusto
- Passiflora quadrangularis Badea
- Passiflora rubra L.
- Rivina humilis L.
- Peperomia cacaophylla Trel & Junek Hierba
- Peperomia emarginulata C. DC.
- Peperomia obtusifolia (L.) A. Diels Hierba epifita
- Peperomia pellucida (L.) Kunth Sarpullido
- Piper cumanense Kunth Arbusto
- Piper eriopodon (Miq.) DC Arbusto
- Piper hispidum Sw. Arbusto
- Piper laevigatum Kunth Arbusto
- Piper mexiae Trel. & Yunck. Arbusto
- Piper peltatum L. Arbusto Medicinal
- Piper squamulosu C. DC. Arbusto
- Coccoloba mollis Casarilto Quiebra fierro
- Triplaris cumingiana Fisch. & C. A. Mey. ex C. A. Mey. Fernan Sánchez
- Talium paniculatum Waeq. Gaertn. Hierba Medicinal
- Ziziphus thirsiflora Benth. Ebano
- Borreira remota (Lam.) Bacigalupo & E. L. Cabral
- Coffea arabica L. Café
- Geophilla repens (L.) Johnst Hierba
- Hamelia patens Jacq. Uvero
- Palicourea guianensis Aubl.
- Psychotria carthagenensis Jacq. Paufil
- Psychotria horizontalis Sw
- Simira ecuadoriensis (Standl) Steger Colorado
- Citrus x paradisi Macf Toronja
- Citrus reticulata Blanco Mandarina
- Citrus sinensis (L) Osbeck Naranja
- Zanthoxylum martinicense (Lam.) DC. Sasafrás
- Cupania cinerea Poepp. Pialde - Guabilla
- Paullinia fasciculata Radlk
- Paullinia tumbesensis D.R. Simpson Barbasco
- Chrysophyllum argenteum Jacq. Caimito
- Pouteria sapota (Jacq.) H.E. Moore & Stearn Mamey colorado
- Pradosia montana T. D. Penn. Pai pai
- Capraria biflora L. Sanalo todo
- Galvezia leucantha Wiggin
- Lindenia crustacea (L.) Muell
- Scoparia dulcis L. Teatina
- Acnistus arboresecns (L.) Schltdl. Cojojo
- Browallia americana L. Flor azul
- Cuatresia riparia (Kunth) Hienz
- Lycianthes synanthera (Schlecht) Bitter
- Solanum americanum Mill. Hierba mora
- Solanum confertiseriatum Bitter
- Solanum deflexum Greeman Arbusto
- Solanum flavescens Dun Arbusto
- Solanum aff. manabiensis Hierba
- Witheringia riparia Kunth
- Guazuma ulmifolia Lam. Guasmo
- Melochia lupulina Sw. Arbusto
- Theobroma cacao L. Cacao
- Clavija eggersiana Mez Barbasco
- Jacquinea sprucei Mez Barbasco
- Celtis iguanaea (Jacq.) Sarg Palo blanco
- Trema micrantha (L.) Sapan de venado
- Laportea aestuans (L.) Benth. Ortiguilla
- Pilea involucrata(Sims.) Urb. Lentejilla
- Pouzolzia guatemalana (Blume) Wedd. Hierba
- Urera baccifera (L.) Gaud. Ortiga
- Urera caracasana (Jacq.) Griseb Llorón
- Aegiphila alba Moldenke Lulú
- Cornutia pyramidata L. Flor azul
- Lantana glutinosa Poepp Arbusto
- Lantana svensonii Moldenke Arbusto
- Priva lappulacea (L.) Pers. Hierba
- Stachytarpeta cayennensis (L. Rich.) Vahl Arbusto
- Tectona grandis L.f. Teca
- Vitex gigantea Kunth Pechiche
- Cissus sicoydes L. Bejuco de sapo
- Phoradendron piperoides Kunth Parasita
- Anthurium barclayanum Engl.

### Fauna
Avifauna
El listado reconocido de aves supera las 200 especies:
- Crypturellus soui Tinamú chico
- Crypturellus transfasciatus Tinamú Cejiblanco
- Phaethon aethereus Rabijunco Piquirrojo
- Fregata magnificens Fragata Magnífica
- Sula neuboxii Piquero Patiazul
- Sula variegata Piquero Peruano
- Pelecanus occidentalis Pelícano Pardo
- Pelecanus thagus Pelícano Peruano
- Actitis macularia Andarríos coleador
- Charadrius wilsonia Chorlo de Wilson
- Egretta caerulea Garceta Azul
- Coragyps atratus Gallinazo Negro
- Cathartes aura Gallinazo Cabezirrojo
- Chondrohierax uncinatus Elanio Piquiganchudo
- Harpagus bidentatus Elanio Bidentado
- Leucopternis occidentalis Gavilán Dorsigris
- Leucopternis princeps Gavilán Barreteado
- Parabuteo unicinctus Gavilán Alicastaño
- Buteo nitidus Gavilán Gris
- Buteo brachyurus Gavilán Colicorto
- Buteogallus meridionalis Gavilán Sabanero
- Buteo polyosoma Variable hawk
- Buteo swainsoni Gavilán de Swainson
- Herpetotheres cachinnans Halcón reidor
- Ortalis erythroptera Chachalaca Cabecirrufa
- Penelope purpurascens Pava Crestada
- Columbia livia Paloma Doméstica
- Patagioenas cayennensis Paloma Ventripálida
- Patagioenas subvinacea Paloma Rojiza
- Zenaida auriculata Tórtola Orejuda
- Zenaida meloda Tórtola Melódica
- Columbina buckleyi Tortolita Ecuatoriana
- Columbina cruziana Tortolita Croante
- Leptotila verreauxi Paloma Apical
- Leptotila pallida Paloma Pálida
- Geotrygon montana Paloma Perdiz Rojiza
- Aratinga erythrogenys Perico Caretirrojo
- Forpus coelestis Periquito del Pacífico
- Brotogeris pyrrhopterus Perico Cachetigris
- Pionus menstruus Loro Cabeciazul
- Pionus chalcopterus Loro Alibronceado
- Amazona farinosa Amazona Harinosa
- Piaya cayana Cuco Ardilla
- Crotophaga sulcirostris Garrapatero Piquiestriado
- Tapera naevia Cuclillo estriado
- Tyto alba Lechuza Campanaria
- Otus roboratus Autillo Roborado
- Glaucidium peruanum Mochuelo del Pacífico
- Pulsatrix perspicillata Búho de Anteojos
- Caprimulgus anthonyi Chotacabras de Anthony
- Phaethornis baroni Ermitaño de Baron
- Phaethornis striigularis Ermitaño Golirrayado
- Damophila julie Colibrí Ventrivioleta
- Amazilia tzacatl Amazilia Colirrufa
- Amazilia amazilia Amazilia Ventrirrufa
- Myrmia micrura Estrellita Colicorta
- Chaetocercus bombus Estrellita Chica
- Chaetocercus berlepschi Estrellita Esmeraldeña
- Heliomaster longirostris Heliomaster piquilargo
- Anthracothorax nigricollis Mango Gorjinegro
- Trogon mesurus Trogón Ecuatoriano
- Trogon chionurus Trogón Coliblanco Transandino
- Trogon caligatus Trogón Violáceo Norteño
- Momotus momota Momoto Coroniazul
- Pteroglossus erythropygius Arasari Piquipálido
- Picumnus sclateri Picolete Ecuatoriano
- Piculus rubiginosus Carpintero Olividorado
- Picumnus olivaceus Picolete oliváceo
- Melanerpes pucherani Carpintero Carinegro
- Veniliornis kirkii Carpintero Lomirrojo
- Veniliornis callonotus Carpinterito Dorsiescarlata
- Campephilus gayaquilensis Carpintero Guayaquileño
- Dryocopus lineatus Carpintero Lineado
- Cranioleuca erythrops Colaespina Cejiceniza
- Furnarius cinnamomeus Hornero del Pacífico
- Synallaxis brachyura Colaespina Colirrosa
- Synallaxis tithys Colaespina Cabecinegruzca
- Synallaxis stictothorax Colaespina Collareja
- Hyloctistes virgatus Rondamusgos Occidental
- Hylocryptus erythrocephalus Rascahojas Capuchirrufa
- Xenops rutilans Xenops Rayado
- Xenops minutus Xenops Dorsillano
- Dendrocincla fuliginosa Trepatroncos Pardo
- Sittasomus griseicapillus Trepatroncos Olivaceo
- Lepidocolaptes souleyetii Trepatroncos Cabezarraydo
- Campylorhamphus trochilirostris Picoguadaña Piquirrojo
- Taraba major Batará Mayor
- Sakesphorus bernardi Batará Collarejo
- Dysithamnus mentalis Batarito Cabecigris
- Pyriglena leuconota Ojo de fuego Dorsiblanco
- Myrmeciza inmaculata Hormiguero inmaculado
- Melanopareia elegans Pecholuna elegante
- Camptostoma obsoletum Tiranolete Silbador Sureño
- Myiopagis subplacens Elenita del Pacífico
- Pseudelaenia leucospodia Tiranolete grisiblanco
- Elaenia flavogaster Elaena Pelachuda
- Euscarthmus meloryphus Tirano Enano Frentileonado
- Mionectes oleaginus Mosquerito Ventriocráceo
- Capsiempis flaveola Tiranolete Amarillo
- Lophotriccus pileatus Cimerillo Crestiescamado
- Todirostrum cinereum(sclateri) Espatulilla Común
- Tolmomyias sulphurescens Picoancho Azufrado
- Platyrinchus mystaceus Picochato Goliblanco
- Onychorhynchus occidentalis Mosquero Real del Pacífico
- Myiobius atricaudus Mosquerito Colinegro
- Myiophobus fasciatus Mosquitero Pechirrayado
- Contopus punensis Pibí del Tumbes
- Lathrotriccus griseipectus Mosquerito Pechigris
- Pyrocephalus rubinus Mosquerito Bermellón
- Attila torridus Atila Ocráceo
- Myiarchus tuberculifer Copetón Crestioscuro
- Myiarchus phaeocephalus Copetón Coronitizado
- Megarynchus pitagua Mosquero Picudo
- Myiozetetes similis Mosquero Social
- Myiodynastes maculatus Mosquero Rayado
- Myiodynastes bairdii Mosquero de Baird
- Legatus leucophaius Mosquero Pirata
- Tyrannus melancholicus Tirano Trópica
- Tyrannus niveigularis Tirano Goliníveo
- Pachyramphus spodiurus Cabezón Pizarroso
- Pachyramphus albogriseus Cabezón Blanquinegro
- Platypsaris homochrous Cabezón Unicolor
- Tityra semifasciata Titira Enmascarada
- Manacus manacus Saltarín Barbiblanco
- Cyclarhis gujanensis Vireón Cejirrufo
- Vireo olivaceus Vireo Ojirrojo
- Hylophilus decurtatus Verdillo Menor
- Turdus reevei Mirlo Dorsiplomizo
- Turdus maculirostris Mirlo Ecuatoriano
- Turdus daguae Mirlo Dagua
- Mimus longicaudatus Sisonte Colilargo
- Progne chalybea Martin Pechigris
- Progne tapera Martín Pechipardo
- Stelgidopteryx ruficollis Golondrina Alirrasposa Sureña
- Nothiochelidon cyanoleuca Golondrina Azuliblanca
- Campylorhynchus fasciatus Sotorrey Ondeado
- Thryothorus superciliaris Sotorrey Cejón
- Thryothorus sclateri Soterrey Pechijaspeado
- Troglodytes aedon Soterrey Criollo
- Henicorhina leucophrys Sotorrey Montés Pechigris
- Polioptila plumbea Perlita Tropical
- Ramphocaenus melanuros Soterillo
- Parula pitiayumi Parula Tropical
- Geothlypis auricularis Antifacito Lorinegro
- Basileuterus fraseri Reinita Grisidorada
- Coereba flaveola Mielero Flavo
- Dacnis egregia Dacnis Pechiamarillo
- Hemithraupis guira Tangara Guira
- Tangara icterocephala Tangara Goliplata
- Tangara gyrola Tangara Cabecibaya
- Thraupis episcopus Azuleja
- Thraupis palmarum Tangara Palmera
- Ramphocelus icteronotus Tangara Lomilimón
- Piranga lutea Piranga Bermeja Montañera
- Tachyphonus luctuosus Tangara hombriblanca
- Chlorospingus canigularis Clorospingo Golicinéreo
- Saltator maximus Saltator Golianteado
- Saltator striatipectus Saltator Listado
- Pheucticus chrysogaster Picogrueso Amarillo Sureño
- Volatinia jacarina Semillerito Negriazulado
- Sporophila corvina Espiguero Variable
- Sporophila nigricollis Espiguero Ventriamarillo
- Sporophila peruviana Espiguero Pico de Loro
- Sporophila telasco Espiguero Gorjicastaño
- Buarremon brunneinucha Matorralero Gorricastaño
- Arremon aurantiirostris Saltón Piquinaranja
- Arremonops conirostris Saltón Negrilistado
- Arremon abeillei Saltón Gorrinegro
- Cacicus cela Cacique Lomiamarillo
- Amblicercus holosericeus Cacique Piquiamarillo
- Molothrus bonariensis Vaquero Brilloso
- Dives warsewiczi Negro Matorralero
- Icterus graceannae Bolsero Filiblanco
- Icterus mesomelas Bolsero Coliamarillo
- Sturnella bellicosa Pastorero Peruano
- Euphonia laniirostris Eufonia Piquigruesa
- Euphonia xanthogaster Eufonia Ventrinaranja
- Carduelis siemiradzkii Jilguero Azafranado
- Rhodospingus cruentus Pinzón Pechicarmesí
- Sicalis flaveola Pinzón Sabanero Azafranado